# Koberovice
Koberovice är en ort i Tjeckien.   Den ligger i regionen Vysočina, i den centrala delen av landet, 80 km sydost om huvudstaden Prag. Koberovice ligger 468 meter över havet och antalet invånare är 150.
Terrängen runt Koberovice är platt åt sydväst, men åt nordost är den kuperad. Terrängen runt Koberovice sluttar västerut. Runt Koberovice är det ganska tätbefolkat, med 155 invånare per kvadratkilometer. Närmaste större samhälle är Pelhřimov, 17,6 km söder om Koberovice. Omgivningarna runt Koberovice är en mosaik av jordbruksmark och naturlig växtlighet.